# Helmer Lagerkwist
Frans Sigurd Helmer Lagerkwist (i riksdagen kallad Lagerkwist i Ånge), (Lagerkvist enl SDB) född 13 december 1887 i Revsunds församling, Jämtlands län, död 12 februari 1948 i Enskede församling, Stockholm, var en svensk järnvägsman och socialdemokratisk riksdagspolitiker.
Lagerkvist var inom lokalpolitiken ordförande i kommunalstämman och kommunalfullmäktige. Han var ledamot av riksdagens andra kammare 1920 och från 1922, invald i Västernorrlands läns valkrets.